# Alleen (single van Lil' Kleine)
Alleen is een single van de Nederlandse rapper Lil' Kleine uit 2017. Het stond in hetzelfde jaar als tweede track op het gelijknamige album.

## Achtergrond
Alleen is geschreven door Julien Willemsen en Jorik Scholten en geproduceerd door Jack $hirak. Het is een nederhoplied waarin de rapper zingt over de positieve en negatieve kanten van beroemd zijn en de eenzaamheid die daar soms mee gepaard gaat. In de bijbehorende videoclip zoekt de rapper verschillende mensen op, om te weten te komen of zij er voor hem zijn. In deze clip zijn onder andere rapper Hef, actrice Sigrid ten Napel, zanger Douwe Bob en zangeres Roxeanne Hazes te zien. De B-kant van de single is een instrumentale versie van het lied. De single heeft in Nederland de vijfmaal platina status.

## Hitnoteringen
Het lied had succes in zowel Nederland als België. Het piekte op de tweede plaats van de Nederlandse Single Top 100 en was 38 weken in deze hitlijst te vinden. In de Nederlandse Top 40 kwam het tot de vijfde plek in de negen weken dat het in de lijst stond. De piekpositie in de Vlaamse Ultratop 50 was de twaalfde plaats. Het stond dertien weken in de lijst.